# FC Telavi
El FC Telavi (en georgià: საფეხბურთო კლუბი თელავი) és un club de futbol georgià de la ciutat de Telavi, que competeix a l'Erovnuli Liga, el primer nivell del sistema de lligues georgianes. És membre de la màxima categoria des del 2020.

## Història
El club va ser fundat el 2016 pels antics jugadors de futbol Irakli Vashakidze, Soso Grishikashvili i Aleksandre Amisulashvili. El Telavi va completar amb èxit la seva primera temporada a la Regionuli Liga el 2016 i va guanyar-se un lloc a la Tercera Divisió. L'any següent van acabar segons al Grup Blanc i en els play-offs d'ascens van derrotar el Guria per 3-2 en el global.
El 2018, el Telavi va asecendir a l'Erovnuli Liga 2 i va quedar 5è a la taula final. A la Copa David Kipiani, el Telavi va eliminar quatre oponents, incloent Dila Gori, i va arribar a les semifinals on va perdre davant el Torpedo Kutaisi, futur campió de la competició.
L'any següent van jugar un altre play-off d'ascens, van vèncer Rustavi en els dos partits i van avançar a l'Erovnuli Liga. En total, l'equip va aconseguir tres ascensos en les seves primeres quatre temporades. D'aquesta manera, després d'una pausa de dotze anys, el futbol de primer nivell finalment va tornar a la capital de Kakhètia.
Després d'aquest ascens nou jugadors nous, entre ells quatre estrangers, van reforçar la plantilla per al 2020. Durant la seva primera temporada, el club va ser àmpliament elogiat pel seu bon rendiment. Després d'haver perdut només dos partits de 18, el FC Telavi va acabar en sisena posició.
La temporada següent va començar malament. Després de no guanyar durant 17 jornades, el Telavi, tenia tota la pinta d'acabar baixant a segona, la qual cosa va suposar la destitució del tècnic. A partir de mitjans de juny, l'equip va experimentar un cert renaixement, aconseguint una ratxa invicta durant set partits, incloses cinc victòries. Van aconseguir sis victòries més en l'últim quart de la temporada, van superar els rivals i van aconseguir una gran remuntada. Amb aquests resultats, Giorgi Mikadze va guanyar el premi de Manager de l'Erovnuli Liga Ronda 4 (octubre-desembre).

## Temporades
| Any  | Divisió         | Pos  | PJ | PG | PE | PP | GF | GC | Punts | Copa      | Entrenador                                                         |
| ---- | --------------- | ---- | -- | -- | -- | -- | -- | -- | ----- | --------- | ------------------------------------------------------------------ |
| 2017 | 3a, Grup blanc  | 2/10 | 18 | 10 | 5  | 3  | 30 | 18 | 35    | 3ra Ronda | Giorgi Dekanosidze                                                 |
| 2017 | Grup promoció   | 3    | 18 | 12 | 3  | 3  | 56 | 15 | 39    | 3ra Ronda | Giorgi Dekanosidze                                                 |
| 2018 | Erovnuli Liga 2 | 5/10 | 36 | 12 | 12 | 12 | 45 | 43 | 48    | 1⁄2 final | Denis Khomutov                                                     |
| 2019 | Erovnuli Liga 2 | 3    | 36 | 19 | 6  | 11 | 70 | 36 | 63    | 1⁄8 final | Revaz Gotsiridze                                                   |
| 2020 | Erovnuli Liga   | 6/10 | 18 | 4  | 12 | 2  | 21 | 14 | 24    | 1⁄4 final | Revaz Gotsiridze                                                   |
| 2021 | Erovnuli Liga   | 6/10 | 36 | 12 | 8  | 16 | 35 | 53 | 44    | 1⁄8 final | Revaz Gotsiridze; Giorgi Mikadze                                   |
| 2022 | Erovnuli Liga   | 7/10 | 36 | 8  | 15 | 13 | 29 | 36 | 39    | 1⁄8 final | Giorgi Chelidze; Giorgi Tsetsadze                                  |
| 2023 | Erovnuli Liga   | 8/10 | 36 | 10 | 7  | 19 | 34 | 62 | 37    | 1⁄8 final | Giorgi Tsetsadze; Vardan Minasyan; Giorgi Mikadze; Georgios Kostis |
| 2024 | Erovnuli Liga   | 9/10 | 36 | 8  | 10 | 18 | 32 | 43 | 34    | 1⁄4 final | Oleg Vasilenko; Armen Adamyan; Pambos Christodoulou                |

## Estadi
El camp de futbol Givi Chokheli és la seu del FC Telavi, tot i que el club va jugar la majoria dels seus partits a casa les últimes temporades al Kavkasioni Rugby Arena.
L'octubre de 2020, les autoritats locals van fer una presentació sobre els plans de construcció d'un nou estadi.